# Taurize
Taurize (okzitanisch Taurisa) ist eine französische Gemeinde mit 106 Einwohnern (Stand 1. Januar 2022) im Département Aude in der Region Okzitanien. Sie gehört zum Arrondissement Carcassonne und zum Kanton La Montagne d’Alaric.

## Nachbargemeinden
Nachbargemeinden von Taurize sind Serviès-en-Val im Nordosten, Mayronnes im Südosten, Labastide-en-Val im Süden und Villetritouls im Westen.

## Bevölkerungsentwicklung
| Jahr      | 1962 | 1968 | 1975 | 1982 | 1990 | 1999 | 2013 |
| Einwohner | 94   | 55   | 63   | 62   | 56   | 64   | 92   |

## Persönlichkeiten
- Olivier de Termes (um 1200–1274), Seigneur de Taurize